# Bambi (film)
Bambi – amerykański animowany dramat filmowy z 1942 roku wyprodukowany przez wytwórnię Walta Disneya i powstały na podstawie książki Feliksa Saltena. W filmie zawarte jest zaledwie 800 słów dialogu (najmniej ze wszystkich disnejowskich długometrażowych produkcji). W 2011 roku został wprowadzony do Narodowego Rejestru Filmowego Stanów Zjednoczonych jako film „znaczący kulturowo, historycznie bądź estetycznie”.
Film opisuje przygody młodego jelonka Bambi, który z ciekawością poznaje otaczający go świat. Bambi jest księciem, synem króla lasu – Wielkiego Księcia. Bambi całą młodość spędza z przyjaciółmi, poznając m.in. młodą łanię Felinkę, swoją późniejszą partnerkę. W zimie matka Bambiego zostaje zabita w lesie podczas polowania. Bambi wówczas dostaje się pod opiekę ojca.
Film miał polską premierę w 1961 roku z poprzedzającym dodatkiem w postaci „Naszej Kroniki” PKF nr 5/60. Film został wydany na DVD w Polsce 23 lutego 2005 roku w drugiej wersji dubbingowej przez Imperial Entertainment.
Film w drugiej wersji dubbingu wydano na DVD z dystrybucją CD Projekt, na Blu-ray z dystrybutorem Galapagos Films.

## Fabuła
W środku puszczy łania jelenia rodzi cielaka imieniem Bambi, ogłoszonego przez mniejsze zwierzęta księciem. Matka, z którą Bambi jest silnie związany, uczy syna wszystkiego, co powinien wiedzieć o życiu i zagrożeniach w lesie. Dorastając, zaprzyjaźnia się ze swymi rówieśnikami – królakiem Tuptusiem i skunksem Kwiatkiem. W czasie jednej z wędrówek z matką Bambi wychodzi na polanę, na której trzeba być ostrożnym. Poznaje tam cielaczkę Felinkę i jej matkę Enę. Widzi też pierwszy raz dorosłe byki jelenia. Wszystkie byki stają w bezruchu, gdy pojawia się najdłużej żyjący w lesie jeleń znany jako Wielki Książę Lasu ze względu na odwagę i doświadczenie.
Niedługo Wielki Książę Lasu daje sygnał innym jeleniom do ucieczki, ponieważ w lesie zjawiła się istota zwana przez zwierzęta „Człowiekiem”. Przez moment Bambi jest rozdzielony z matką, ale Wielki Książę Lasu go bezpiecznie eskortuje nim Człowiek wystrzeli ze swojej broni palnej. W trakcie swej pierwszej zimy Bambi bawi się z Tuptusiem na stawie skutym lodem, a Kwiatek zapada w sen zimowy. Jednego dnia Bambi z matką poszukuje jedzenia. Nagle matka wyczuwa zagrożenie i bez zastanowienia każe synowi uciekać wprost do gęstwiny. Bambi ucieka, gdy jego matka zostaje zastrzelona. Bambi woła ją bezskutecznie. Zastaje Wielkiego Księcia, który okazuje się jego biologicznym ojcem. Oznajmia, że matka Bambiego nie żyje i ten od tej pory musi żyć z nim.
Gdy nadchodzi wiosna, Bambi, Tuptuś i Kwiatek są już dorośli. Zaprzyjaźniony z nimi puchacz ostrzega ich, że to okres, gdy wszystkie zwierzęta dostają „zawrotu głowy” i w efekcie się zakochują. Cała trójka podchodzi do koncepcji romansu z pogardą. Jednak Tuptuś i Kwiatek rozdzielają swe drogi, decydując się związać z napotkanymi samicami. Bambiego również dopada miłość na widok dorosłej Felinki. Na jego drodze staje Ronno – inny byk chcący uwieść Felinkę. Zdeterminowany Bambi toczy brutalną walkę z Ronnem, którą wygrywa. Felinka zostaje jego partnerką. 
Śpiąc w wspólnym legowisku z Felinką, Bambi nagle budzi się, czując zapach dymu. W oddali widzi obozowisko. Wielki Książę każe mu schronić się w głębi lasu, gdyż tym razem Człowiek wrócił z innymi Ludźmi. Słysząc ptaki krukowate oznajmiające obecność Ludzi, Felinka zrywa się z legowiska chcąc odszukać partnera. Bambi i Felinka próbują się wzajemnie odnaleźć wśród zwierząt uciekających w popłochu przed polującymi na nie Ludźmi. Felinkę osaczają psy Człowieka, ale Bambi je odpędza. Ratuje Felinkę, ale sam zostaje postrzelony. Tymczasem w obozie Ludzi ogień z niezabezpieczonego ogniska rozprzestrzenia się, powodując pożar całego lasu. Bambi, motywowany przez ojca ma na tyle siły, by wstać i uciec z nim na bezpieczny ostrów. Kolejnej wiosny Tuptuś i Kwiatek, mający już własne rodziny, są świadkami, jak w gąszczu Felinka rodzi bliźnięta. Z daleka przygląda się temu Bambi będący nowym Wielkim Księciem Lasu.  

## Obsada głosowa
- Bobby Stewart – niemowlęcy Bambi
- Donnie Dunagan(inne języki) – młody Bambi
- Hardie Albright(inne języki) – dorastający Bambi
- John Sutherland(inne języki) – dorosły Bambi
- Paula Winslowe(inne języki) –
  - matka Bambiego,
  - bażantka
- Peter Behn – młody Tuptuś
- Tim Davis –
  - dorastający Tuptuś,
  - dorastający Kwiatek
- Sam Edwards(inne języki) – dorosły Tuptuś
- Stan Alexander(inne języki) – młody Kwiatek
- Sterling Holloway – dorosły Kwiatek
- Will Wright – sowa
- Cammie King – młoda Felinka
- Ann Gillis – dorosła Felinka
- Fred Shields – Wielki Książę
- Margaret Lee – matka Tuptusia
- Mary Lansing –
  - ciotka Ena,
  - pani opos
- Perce Pearce – kret

## Wersja polska

### Wersja z 1961 roku
Wersja polska: Studio Opracowań Filmów w Warszawie

Reżyseria: Seweryn Nowicki

W wersji polskiej udział wzięli:
- Zofia Raciborska – Tuptuś
- Aleksander Dzwonkowski –
  - puchacz,
  - kret

### Wersja z 1999 roku
Opracowanie wersji polskiej: Start International Polska

Reżyseria: Joanna Wizmur

Dialogi polskie: Krystyna Skibińska-Subocz

Teksty piosenek: Marcin Sosnowski

Kierownictwo muzyczne: Marek Klimczuk

W wersji polskiej udział wzięli:
- Sergiusz Żymełka – mały Bambi
- Paweł Iwanicki – Bambi
- Adam Pluciński – mały Tuptuś
- Jacek Kopczyński – Tuptuś
- Maria Niewiarowska – mały Kwiatek
- Jacek Braciak – Kwiatek
- Anna Krawczycka – mała Felinka
- Magdalena Stużyńska – Felinka
- Karina Szafrańska – matka Bambiego
- Jerzy Dominik – Wielki Książę
- Ryszard Nawrocki – puchacz
- Ewa Kania – matka Tuptusia

i inni
Piosenki śpiewali:
- Miłość – Zdzisław Kordyjalik
- Kap Kap Kap (piosenka wiosenna), Miłość (repryza) – Anna Mikołajczyk, Bożena Bojaryn, Ewa Wilczyńska, Renata Szczypior, Ewa Turzyńska, Elżbieta Brodzińska, Marzanna Jadczak, Włodzimierz Sołtysik, Mirosław Feldgebel, Robert Lawaty, Tomasz Hynek, Piotr Maculewicz, Borys Somerschaf
- Przynoszę ci pieśń – Anna Mikołajczyk, Robert Lawaty

## Produkcja
W 1935 roku jeszcze w trakcie produkcji Królewny Śnieżki i siedmiu krasnoludków (1937) Walt Disney myślał o stworzeniu kolejnego pełnometrażowego filmu animowanego. Wówczas jego pierwszym wyborem była adaptacja brytyjskiej sztuki teatralnej dla dzieci Piotruś Pan (1904) J.M. Barriego.
W 1936 roku Walt Disney zwrócił się listownie do Beatrix Potter z propozycją o nakręcenie filmu animowanego na podstawie jej powieści dla dzieci Piotruś Królik (1902). Potter odrzuciła ofertę Disneya, twierdząc, że jej ilustracje nie są wystarczająco precyzyjne, aby można je było powiększyć do rozmiaru dużego ekranu.
W kwietniu 1937 roku producent filmowy Sidney Franklin sprzedał Disneyowi swe prawa do ekranizacji austriackiej powieści Bambi: Opowieść leśna (1923) Feliksa Saltena, gdy uznał że książka nie nadaje się na film aktorski. Disney zdecydował, że Bambi będzie jego drugim filmem pełnometrażowym wydanym po Królewnie Śnieżce i siedmiu krasnoludkach i natychmiastowo zaczął studiować oryginalną powieść, a w sierpniu tego samego roku rozpoczął spotkania dotyczącego filmu. Był zdania, że postacie zwierząt będą stwarzać mniej problemów jego animatorom niż przy postaciach ludzkich. Latem 1937 roku brat Walta, Roy O. Disney negocjował z Saltenem i udało mu się uzyskać jego zgodę na adaptację filmu animowanego. Walt Disney wyznaczył Perce’a Pearce’a i Larry’ego Moreya na szefów zespołu roboczego pracującego nad scenariuszem. Jednak Bambi: Opowieść leśna była napisana dla dorosłej publiczności i została uznana za zbyt ponurą jak na lekki obraz charakteryzujący utwory Disneya. Dodatkowo zaawansowane prace nad ukończeniem Królewnie Śnieżki i siedmiu krasnoludków i trudności z animowaniem realistycznych zwierząt sprawiły, że projekt przełożono i w grudniu 1937 roku Disney jako swoją następną pełnometrażową produkcję wyznaczył rozpoczętą ekranizację włoskiej powieści dla dzieci Pinokio (1881–1883) Carla Collodiego. Dodatkowo w październiku tego samego roku Pearce został przydzielony do prac nad Uczniem czarnoksiężnika na podst. poematu symfonicznego o tym samym tytule Paula Dukasa.
Bambi był zupełnie odmiennym materiałem od tego, co dotychczas pokazał Disney – treść była znacznie poważniejsza od Królewny Śnieżki i siedmiu krasnoludków, a także jego bohaterami były zwierzęta. Disney doszedł do wniosku, że aby zachować klimat powieści, należy stworzyć postacie bardzo realistyczne. W 1938 roku zatrudnił znanego włoskiego malarza Rico Lebruna, aby wygłosił serię wykładów na temat budowy zwierząt i zasad ich ruchu. Lebrun przygotował 64-stronicowy przewodnik The Skeleon Action of the Deer przedstawiający ruchy szkieletu jelenia porównujące do ludzkich ruchów. Przewodnik posłużył później do scen, gdzie Bambi uczy się chodzić oraz bawi się z Tuptusiem na lodzie. Disney wysłał do Maine operatora Maurice’a Daya, aby sfilmował kilometry lasu, opady śnieżne, ulewy, pajęczyny, zmiany oświetlenia i pór roku. Komisja Ochrony Rezerwatu w Maine przysłała do studio Disneya dwa żywe młode jelenie, które w miarę dorastania były tam szkicowane i filmowane. Dowożono króliki, kaczki, skunksy, sowy i inne stworzenia w takich ilościach, że studio zaczęło przypominać małe zoo. Miejscowi przyrodnicy dostarczyli ponadto setki fotografii zwierząt w ruchu.
Podczas jednej z pierwszych konferencji scenariuszowych na temat Bambiego Disney sformułował niektóre z swoich pomysłów – sformułował niektóre z swoich pomysłów – m.in. królik powinien być wyrażony za pomocą animacji, puchacz to „niemądre ptaszysko” w rodzaju Hugh Herberta, a Bambi nie mogący być zbyt uproszczony czy nazbyt skomplikowany i jego komizm powinien wynikać z jego zachowania typowego dla dociekliwego dziecka. Był zdania, że pozostałe postacie powinny sprawiać wrażenie realistycznych: „Chciałbym, żeby Król Jeleń mówił to, co ma do powiedzenia, w sposób bezpośredni i takim głosem, który onieśmiela Bambiego. Ta kategoryczność musi być wyczuwalna w brzmieniu jego głosu (…) Podoba mi się w książce Felinka. Jest wspaniała i mądra. Bambi zadaje jej wiele pytań, na które ona potrafi odpowiedzieć. My też powinniśmy zbudować postać w taki sposób. Wiele możliwości stwarzają sytuacje, w której ona i Bambi są razem”. Disney zaplanował podzielenie fabuły na dwie części, gdzie pierwsza miała trwać aż do końca pierwszej zimy Bambiego. Zaplanował nakręcić rysunki i ścieżkę dźwiękową składającej się rytmicznych melodii, skomponowanej na wiolonczelę, skrzypce, fortepiany i organy. Po zapoznaniu wstępnego rezultatu miano zająć rozpisaniem scenopisu i animacji. We wrześniu 1938 roku jako pierwszego artystę do reżysera historii Disney wyznaczył projektanta i animatora Mela Shawa, który był znany Disneyowi z pasji rysowania zwierząt. Shaw mylnie założył, że będąc jednym z pierwszych artystów w Bambim otrzyma stanowisko producenta lub kierownika reżyserii: „Co za przełom dla dwudziestolatka! Ale takie było moje marzenie, a nie intencja Walta, kiedy odkryłem, że Walt wyznaczył Dave’a Handa i Perce’a Pearce’a na producentów i reżyserów (...) Niezależnie od rozczarowania, jakie mogłem poczuć, gdy dowiedziałem się, że nadal jestem reżyserem historii, a nie producentem, okazało się to dla mnie wielką odskocznią, ponieważ zwroty akcji w studiu trzymały nas w napięciu. Wciąż nie mogłem się doczekać stojących przede mną kreatywnych wyzwań. Bambi był wspaniałym projektem.” Shawowi przydzielono jako asystentów specjalistę od gagów Roya Williamsa i twórcę scenorysów Carla Fallberga. Scenorysy zaczęły być tworzone w studiu przy Hyperion Avenue.  
Produkcja trzech filmów pełnometrażowych – Bambiego, Pinokia i Fantazji będącej rozwiniętą wersją Ucznia czarnoksiężnika – i stałej ilości krótkometrażówek sprawiły, że główne studio Walt Disney Productions przy Hyperion Avenue w Hollywood było przepełnione, a drugie studio w Burbank nie było jeszcze gotowe, i w październiku 1938 roku zespół pracujący nad Bambim przeprowadził się do wynajętego budynku przy North Seward 861 w Hollywood.
Bambi był planowany jako trzeci pełnometrażowy film Walt Disney Productions i wydany w Boże Narodzenie 1939 roku, lecz krótce okazało się, że Bambi jest zbyt skomplikowany. Najlepsi animatorzy spędzali z reguły 45 minut nad każdym rysunkiem, a mniej doświadczeni animatorzy potrzebowali około półtorej godziny na poprawne przedstawienie zwierząt. Dzienna norma wynosiła osiem rysunków, na które szło 15 centymetrów taśmy filmowej, podczas gdy zwykle zapełniano trzy metry. Scenariusz ciągle stwarzał problemy, aż w końcu Disney uświadomił sobie, że nie zdoła utrzymać takiego tempa pracy jak przy Pinokiu i Fantazji.
Utworzył niewielki zespół młodych animatorów – składający się z Franka Thomasa, Milta Kahla, Erica Larsona i Olliego Johnstona – który miał się skoncentrować się wyłącznie na Bambim. Uprzedził ich, żeby nie pokazywali mu niczego, z czego sami nie będą zadowoleni. Thomas pracował nad sceną, w której na ogonie małego Bambiego przysiada motyl. Kahl rysował sekwencję, w której jelonek przeskakuje przez pień i po utracie równowagi przygniata Tuptusia. Kiedy wstępna animacja obu sekwencji została wykonana, Disney po ich przejrzeniu wzruszył się do łez.
Główną inspiracją dla Mela Shawa przy tworzeniu puchacza był pisarz i krytyk Alexander Woollcott: „Kiedy badałem liczne zwierzęta prezentowane w Bambim, wziąłem udział w wykładzie [28 marca 1939 r.] bardzo znakomitego autora opowiadań, Alexandra Woollcotta. W swoim wykładzie opisał, jak dokładnie i naukowo badał papugi, przygotowując się do napisania o nich. Kiedy tak siedziałem i uważnie słuchałem jego przemówienia, odkryłem, że stał się inspiracją dla mojego modelu >>Przyjaciela Sowy<<. Woollcott wyglądał bardzo sowio, gdy stał przed nami na scenie dźwiękowej. Chwycił podium rękoma niczym szpony na kończynie i przemówił do nas, obracając głowę najpierw w lewo, a potem w prawo. Kiedy uważnie wykładał, zauważyłem, jak jego duże okulary łapią światło. Dla całego świata wyglądał jak mój pomysł na >>Przyjaciela Sowę<<!”
Kiedy jesienią 1939 roku wygasła dzierżawa budynku przy North Seward, Bambi przeniósł produkcję do nie wykończonego Gmachu Animacji nowej siedziby Walt Disney Productions – Walt Disney Studios w Burbank. Scenariusz został ukończony w lipcu 1940 roku, po czym budżet filmu wzrósł do 858 tys. dolarów. Na tym etapie animacja była w fazie testów ołówkowych i próbnych szkiców okraszonych wstępną muzyką. Ścieżka dźwiękowa nie spodobała się Disneya, który stwierdził: „Nienawidzę, jak podejmujemy ryzyko bycia subtelnymi. Muzyka jest zbyt odmienna i nowa. Musimy to wyciągnąć i sprawić, że będzie atrakcyjne dla bardzo szerokiej publiczności”. Pinokio i Fantazja mające premierę w 1940 roku okazały się klapami finansowymi i w obliczu trudności finansowych kwietniu 1941 roku Disney zmuszony był wyciąć około dwanaście minut Bambiego ukończonego w formie ołówkowej. W maju tego samego roku wybuchł w wytwórni strajk animatorów od dłuższego zmęczonych niskimi płacami i odmowami Disneya co do utworzenia związku zawodowego. W efekcie wstrzymano prace w Walt Disney Productions, a Disney nie mający zamiaru negocjować z organizatorami, uciekł do strajku przyjmując kurtuazyjnie propozycję rządu amerykańskiego na podróż promocyjną do Ameryki Południowej jako część polityki Good Neighbor Policy.
We wrześniu 1941 roku po powrocie z Ameryki Południowej i niekorzystnego dla siebie zakończeniu strajku Disney zaczął grozić zwolnieniami na przykładzie Davida Hilbermana i Arta Babbitta, czym rozzłościł animatorów, którzy zdecydowali opuścić Walt Disney Productions na zawsze. To samo postąpił nieuczestniczący w strajku, ale sympatyzujący ze związkowcami, reżyser Bambiego – David Hand, mimo że Disney chciał go zostawić w pracy świadom jego talentu. Stosunki między nimi mocno się oziębiły, kiedy Disney odkrył, że Hand przed zakończeniem sprawy rozwodowej żył z inną kobietą, co było sprzeczne z zasadmi moralnymi Walt Disney Productions. Oburzony tym zachowaniem Disney pokazywał jako typowe dla wyznawców komunistów pozbawionych wszelkiej moralności.
Disney nie był zmartwiony utratą większości utalentowanych pracowników, ale wydawał się zachwycony, jak to określał „masową ucieczką” i żartował przy swym bracie Royu, że oczyściło to studio z pro związkowego elementu. Roy był przerażony przetrzebieniem przez brata starannie dobieranego zespołu, podobnie prawnik studia Gunther Lessing, jednak Disney go nie słuchał. Całkowicie stracił zaufanie do Lessinga, gdy ten mylnie przewidział szybkie zakończenie strajku. Po masowych zwolnieniach wytwórnia stanęła przed problemem przed brakiem ludzi do pracy i spowodowanymi strajkiem opóźnieniami w produkcji filmów. Po drastycznie redukcji pracowników i niewielu filmów gotowych do dystrybucji Walt Disney Productions znów stanęło na granicy bankructwa, od którego uratował film Dumbo (1941).
Niedługo po premierze Dumbo nastąpił atak na Pearl Harbor i oficjalnie Stany Zjednoczone oficjalnie przystąpiły do II wojny światowej. Następnego dnia US Army zajęło Walt Disney Studio jako główny punkt obrony pobliskiej fabryki Lockheed przed możliwym atakiem wojsk japońskich. Disney dowiedziawszy się, że jego studio było jedynym zaanektowanym przez wojsko, czuł się upokorzony uważając, że rząd nie odważyłby się zająć gmachu Universal Pictures czy Paramount Pictures. Wojsko opuściło dopiero wówczas, gdy obawy przed atakiem japońskim na kraj okazały się bezpodstawne, ale pewna część personelu została na dłużej. Wkrótce wojsko i rząd złożyły zamówienia na filmy propagandowe i szkoleniowe. Zamówienia szły w takich ilościach, że Disneyowie zdecydowali się zmienić styl zarządzania wytwórnią i wstrzymano produkcję filmów pełnometrażowych z wyjątkiem będącego na ukończeniu Bambiego.

## Odbiór

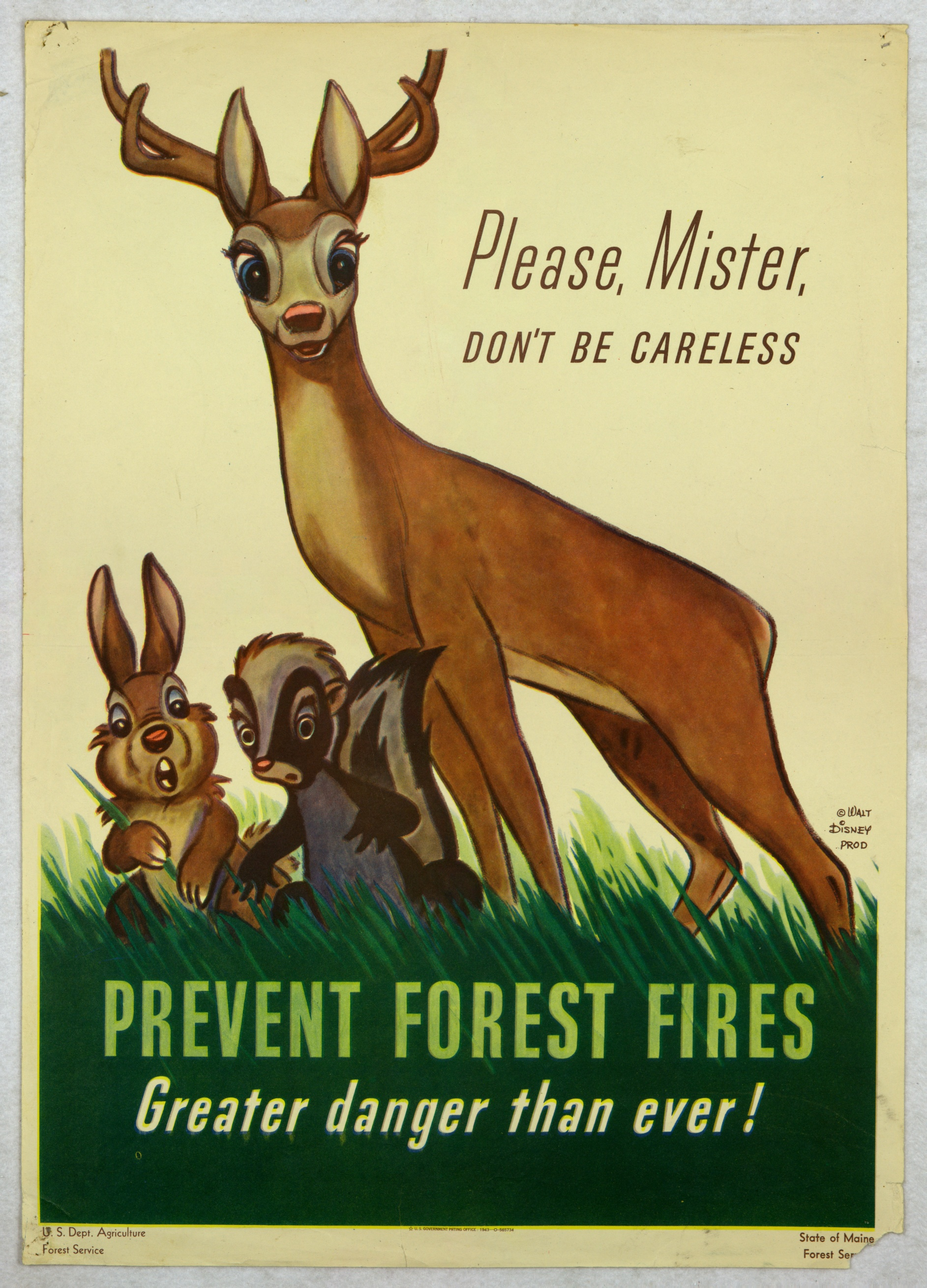
Plakat National Forest Service z postaciami z filmu (1943)

| „Bambi to metaforyczny sen o świecie „dobrych zwierząt” symbolizujących doskonałe, pokojowe, ludzkie postępowanie; to przeciwieństwo koszmarnego świata ukazanego w Pinokiu i „złych chłopców”, którzy w dosłownym znaczeniu stają się zwierzętami”– Marc Eliot |

### Wyniki finansowe
Bambi okazał się klapą finansową. Podobnie jak było to wcześniej w przypadku Pinokia i Fantazji koszty produkcji się nie zwróciły. Mający premierę w sierpniu 1942 roku film zarobił niewiele ponad 1,2 mln dolarów w Stanach Zjednoczonych oraz 2,19 mln dolarów za granicą. Wobec porażki finansowej filmu Disney pilnie potrzebujący pieniędzy zdecydował się o wznowieniu Królewny Śnieżki i siedmiu krasnoludków, jedynego swego komercyjnego sukcesu wśród filmów pełnometrażowych.
Tak jak inne klapy finansowego z tego okresu – jak Pinokio i Fantazja – Bambi dopiero z czasem stał się doceniony i uznany za niekwestiowane arcydzieło disneyowskiej twórczości i animacji jako takiej. Poinformowany po latach przez wiceprezesa ds. reklamy i sprzedaży Carda Walkera o rosnących wpływach w wysokości 2 milionów dolarów z filmu podczas wznowień Disney odrzekł: „Wiesz, Card. Przypomniał mi się rok 1942, kiedy zrobiliśmy ten film. Była wojna i nikt specjalnie się nie interesował życiem uczuciowym jeleni, a na karku siedzieli mi bankierzy. To wspaniale, że Bambiemu wreszcie się powiodło”.

### Analizy
Bambi miał w założeniu zaprezentować w najczystszej postaci disneyowską wizję świata doskonałego, coś w rodzaju wyidealizowanych wspomnień Disneya z farmy w Marceline. Film odczytano jako przestrogę przed ludźmi.
Dziennikarz Marc Eliot stwierdza, że emocjonalna treść filmu jest odbiciem abstrakcyjnych i autobiograficznych kompleksów Disneya. Wyprodukowany w czasie, gdy rodzice Disneya zmarli, Bambi sugeruje jego melancholijne pragnienie choćby chwilowego powrotu do dzieciństwa i ponownego spotkania zwierząt, które niegdyś poruszyły jego artystyczną duszę. Tym samym obraz zniszczonego ogniem lasu jest w rzeczywistości gniewnym przyznaniem się przed samym sobą do niemożliwości takiego powrotu.

### Dziedzictwo
Wokalista The Beatles, Paul McCartney, przyznał, że ujrzenie sceny zastrzelenia matki Bambiego w dzieciństwie spowodowało, że nabrał awersji do myślistwa, a także sprawiło, że w dorosłości został wegetarianinem i działaczem na rzecz praw zwierząt. Podobny wpływ odczuł redaktor National Geographic w latach 1994–2004 John G. Mitchell, który w 1982 roku pisał: „Odczuwam wewnętrzny konflikt, jeśli chodzi o mulaka białogonowego. Walt Disney wpłynął na mnie już we wczesnym dzieciństwie. Płakałem nad losem Bambiego, gdy myśliwi zabili jego matkę, a jednak dziś zaliczam zabójców mulaków do moich najbliższych przyjaciół. Rozumiem, co ich do tego popycha, nie żywię urazy, a nawet okazjonalnie dołączam do nich w terenie, nosząc broń. Nigdy jednak nie strzeliłem do mulaka ani w jego kierunku. Może pewnego dnia to zrobię. A może nie”.
Zdanie „Who Killed Bambi?” (ang. Kto zabił Bambiego?) po raz pierwszy wprowadzono w 1979 roku jako tytuł piosenki autorstwa brytyjskiego zespołu punkrockowego Sex Pistols i stało się szeroko rozpowszechnionym hasłem w odniesieniu do utraty niewinności, której symbolem jest Bambi. Zdanie to wykorzystano jako nazwy brytyjskiego zespołu hardcore punkowego założonego w 2004 roku oraz duńskiego zespołu smyczkowego założonego w 2009 roku. Także frazy, odpowiednio przetłumaczonej, użyto jako tytuły francuskiego dreszczowca erotycznego Kto zabił Bambi? (franc. Qui a tué Bambi ?, 2003) i hiszpańskiego filmu komediowego Kto zabił Bambiego? (hiszp. ¿Quién mató a Bambi?, 2013) i szwedofińskiej powieści Vem dödade bambi? Moniki Fagerholm.
Niektórzy historycy leśnictwa uważają, że scena pożaru lasu w Bambim skłoniła United States Forest Service do wprowadzenia dwa lata później polityki całkowitego tłumienia pożarów.
Bambi był główną inspiracją dla Dona Blutha i Stevena Spielberga do stworzenia animowanego Pradawnego lądu (1988). Był również czołową inspiracją dla innego, późniejszego filmu animowanego The Walt Disney Company – Króla lwa (1994).
W krajach niemieckojęzycznych występuje tzw. Błąd Bambiego (niem. Der Bambi-Irrtum), błędne przekonanie że sarna to samica jelenia szlachetnego. Jest za nie odpowiedzialny jest niemiecki dubbing „Bambiego”. Używał niemieckiego słowa oznaczającego sarnę (Reh) dla Bambiego i jego matki, ale słowa oznaczającego jelenia szlachetnego (Hirsch) dla ojca Bambiego, Wielkiego Księcia, jako że ze względu na swoje imponujące poroże, wyglądał bardziej jak jeleń szlachetny niż sarna dla tych, którzy znają europejskie gatunki jeleniowatych. Doprowadziło to do powszechnego błędnego przekonania wśród Niemców, że sarny to po prostu samice/młode jelenie szlachetne. Konsekwencją tego błędu stało powszechne założenie, że sarna europejska to samica jelenia szlachetnego.

## Kontynuacje
W 1941 roku Walt Disney Productions planowało stworzyć kontynuację Forest Friends adaptującą drugą powieść o Bambim Feliksa Saltena – Dzieci Bambi (1940) skupiającą się na potomkach Bambiego. Disney wówczas zapytał Mela Shawa i scenarzystę-rysownika Moego Golluba o naszkicowanie parę pomysłów na film. Ostatecznie projekt anulowano.
W 2006 roku, film doczekał się midquela produkcji DisneyToon Studios – Bambiego II wydanego na DVD i w niektórych krajach do kin.

## Nawiązania
- Reakcja na śmierć matki Bambiego została sparodiowana w Animaniakach, gdy w odcinku „Bumbie’s Mom” (1993) Skippy – siostrzeniec wiewiórki Slappy – rozpacza na wspomnienie matki Bumbiego, granej przez przyjaciółkę Slappy. Sherri Stoner, scenarzystka odcinka i stała aktorka głosowa Slappy, przyznała, że segment oparła o własną reakcję na śmierć matki Bambiego w dzieciństwie[56].
- Tuptuś jest wujem królika Rogera w filmie Kto wrobił królika Rogera? (1988) mającym problem z prostatą[57].
- Tuptuś i Bambi to pseudonimy dwóch kobiet na usługach Blofelda w filmie Diamenty są wieczne (1971)[58].
- Jelonek Bimbo z Simby, króla lwa jest oparty na Bambim[59][60].
- Oryginalnie grą komputerową, w którą gra Myszka Miki w krótkometrażowym Runaway Brain(inne języki) (1995), miała być strzelanka pierwszoosobowa osadzona w świecie Bambiego. Jedna pomysł został odrzucony przez kierownictwo Walt Disney Feature Animation[61].
- Mali Bambi, Tuptuś i Kwiatek oraz puchacz pojawili się w filmie krótkometrażowym Było sobie studio (2023) świętującym stulecie The Walt Disney Company[62]. Do kwestii Kwiatka i częściowo Tuptusia wykorzystano nagrania archiwalne odpowiednio Stana Alexandra i Petera Behna[63].
- W filmie animowanym Życzenie (2023) jednym z mówiących leśnych zwierząt jest jeleń o imieniu Bambi[64].